# Premis Godoy 2004
Els Premis Godoy 2004, a imitació dels Razzies, pretenen premiar a les pitjors aportacions cinematogràfiques de l'any 2004. La llista de nominats es publica el 14 de desembre de 2004 i els guanyadors es coneixen el 29 de gener de 2005.
FBI: Frikis Buscan Incordiar de Javier Cárdenas és la gran guanyadora amb vuit premis de les deu nominacions que tenien. Javier Cárdenas fa història en estar nominat en tres categories alhora (pitjor director, pitjor actor i pitjor guionista). En aquesta edició els Premis Godoy comencen a tenir major repercussió en fòrums i premsa.

## Nominacions

### Pitjor Pel·lícula
- FBI: Frikis Buscan Incordiar de Javier Cárdenas (guanyador)
- Plauto: Recuerdo distorsionado de un tonto eventual de Coto Matamoros
- Di que sí de Juan Calvo
- Una de zombies de Miguel Ángel Lamata
- Isi/Disi. Amor a lo bestia de Chema de la Peña.

### Pitjor Director
- Javier Cárdenas per FBI: Frikis Buscan Incordiar (guanyador)
- Chema de la Peña per Isi/Disi. Amor a lo bestia
- David Gordon per Plauto
- Antonio Dyaz per SeX
- Miguel Ángel Lamata per Una de zombies

### Pitjor Actriu
- Jaydy Michel per Isi/Disi. Amor a lo bestia (guanyadora)
- Montse Mostaza per Ouija
- Mayte Navales per Una de zombies
- Silke per Cámara oscura
- Paz Vega per Di que sí

### Pitjor Actor
- Javier Cárdenas per FBI: Frikis Buscan Incordiar (ganador)
- Sergio Castellitto per Non ti muovere
- Karra Elejalde per Torapia
- Nancho Novo per SeX
- Santiago Segura per Isi/Disi. Amor a lo bestia

### Pitjor Actriu de Repartiment
- Esther Cañadas per Trileros (guanyador)
- Miriam Díaz Aroca per XXL
- Carmen de Mairena per FBI: Frikis Buscan Incordiar
- Misia per A+ (AMAS)
- Ornella Muti per Di que sí

### Pitjor Actor de Repartiment
- Florentino Fernández per Isi/Disi. Amor a lo bestia
- Antonio Hortelano per Diario de una becaria
- Santiago Urrialde per FBI: Frikis Buscan Incordiar (guanyador)
- Jaime Ordóñez per Plauto
- Santiago Segura per Di que sí

### Pitjor Guió
- Coto Matamoros per Plauto (guanyador)
- Álvaro García Mohedano per Escuela de Seducción
- Juan Calvo per Di que sí
- Javier Cárdenas per FBI: Frikis Buscan Incordiar
- Larnata i Aijon per Una de Zombies

### Pitjor Direcció Artística
- Miguel Chicharro per Diario de una becaria
- Antonio Belar per FBI: Frikis Buscan Incordiar (guanyador)
- Mario Suances i Juanjo Gracia per Ouija
- Julián Aragoneses per SeX
- José Luis Arrizabalaga per Una de zombies

### Pitjor Banda Sonora
- Federico Jusid per Di que sí
- Toni Sánchez i Seven7Black per FBI: Frikis Buscan Incordiar (guanyador)
- Roque Baños per Isi/Disi. Amor a lo bestia
- José Miguel Fernández Sastrón per Trileros.
- Carlos Jean per Una de zombies.

### Pitjors Efectes Especials
- Cámara Oscura
- Ouija
- Rojo Sangre
- SeX
- Raúl Romanillos per Una de zombies(guanyador)

### Pitjor Vestuari
- FBI: Frikis Buscan Incordiar (guanyador)
- Macarena Soto per Isi/Disi. Amor a lo bestia
- Plauto
- Cristian Alayon per SEX
- Una de zombies

### Pitjor Perruqueria i Maquillatge
- FBI: Frikis Buscan Incordiar (guanyador)
- Pepe Quetglas i Blanca Sánchez per Isi/Disi. Amor a lo bestia
- Susana Sánchez per Plauto
- Maria José Arribas per SEX
- Arancha Esquerro per Una de zombies

### Pitjor Pel·lícula Estrangera
- Garfield ( Estats Units) (guanyador)
- Natale sul Nilo ( Itàlia)
- El príncep i jo ( Estats Units)
- Starsky i Hutch ( Estats Units)
- Una relació perillosa ( Estats Units)

### Pitjor Aportació Internacional de l'any
- Halle Berry - Estats Units
- Mel Gibson - Estats Units(guanyador)
- Brad Pitt-  Estats Units
- Ben Stiller -  Estats Units
- Charlize Theron -  Sud-àfrica

### Millor Guió de l'any
- El abrazo partido de Daniel Burman
- ¡Hay motivo! de diversos
- Héctor de Gracia Querejeta
- La mala educación de Pedro Almodóvar
- Tiovivo c. 1950 de José Luis Garci